# Taenaris plateni
Taenaris plateni är en fjärilsart som beskrevs av Otto Staudinger 1889. Taenaris plateni ingår i släktet Taenaris och familjen praktfjärilar. Inga underarter finns listade i Catalogue of Life.